# Sedum amecamecanum
Sedum amecamecanum är en fetbladsväxtart som beskrevs av Praeger. Sedum amecamecanum ingår i Fetknoppssläktet som ingår i familjen fetbladsväxter. Inga underarter finns listade i Catalogue of Life.